# Maximum Strength
Maximum Strength – trzynasty solowy album amerykańskiego rapera o pseudonimie KRS-One. Został wydany 10 czerwca 2008 w wytwórni Koch Records. Jedynym gościem na płycie jest Busy Bee Starski.

## Lista utworów
Opracowano na podstawie źródła.
| Nr | Tytuł                     | Gościnnie        | Producent |
| -- | ------------------------- | ---------------- | --------- |
| 1  | "Beware"                  |                  | DaRock    |
| 2  | "Pick It Up"              |                  | Desi      |
| 3  | "All My Men"              |                  | DaRock    |
| 4  | "Straight Thought"        |                  | Dirt      |
| 5  | "Rockin' Til The Morning" |                  | Desi      |
| 6  | "The Kool Herc"           |                  | Oh No     |
| 7  | "Busy Bee Shout Out"      | Busy Bee Starski | KRS-One   |
| 8  | "New York"                |                  | DaRock    |
| 9  | "Hip Hop"                 |                  | DaRock    |
| 10 | "Let Me Know"             |                  | DaRock    |
| 11 | "Nah"                     |                  | DaRock    |
| 12 | "The Heat"                |                  | Desi      |